# Marwanidi (Omayyadi)
Col termine Marwanidi ci si riferisce ai Califfi omayyadi che, da Marwan ibn al-Hakam (623-685) in poi, governarono la Umma islamica fino alla caduta della dinastia nel 750.
Gli storici usano questo termine per distinguere questa branca califfale degli Omayyadi da quella "sufyanide" (così definita dal nome di Abu Sufyan b. Harb, padre di Mu'awiya, primo califfo omayyade (reg. 661-680).